# Würenlos
Würenlos (schweizerdeutsch: ˈʋʏrəˌloːs) ist eine Einwohnergemeinde im Schweizer Kanton Aargau. Sie gehört zum Bezirk Baden und liegt nördlich der Limmat im Furttal, an der Grenze zum Kanton Zürich.

## Geographie
Das Dorf liegt am unteren Ende des flachen Furttals südlich der Anhöhe des Gmeumeriwaldes (516 m ü. M.) und westlich des Hügels Bick (562 m ü. M.) am Ende des Altbergs. Gegen Süden fällt das Gelände steil zur Limmat hin ab. Der Furtbach bildet ein tief eingeschnittenes Tobel, bevor er südwestlich des Dorfes in die Limmat mündet. Nördlich des Gmeumeriwaldes endet das Gemeindegebiet vor der Greppe, einem Ausläufer der zum Faltenjura gehörenden Lägern. Östlich des Dorfzentrums liegen am Furtbach die einst selbständigen Weiler Kempfhof und Oetlikon; heute ist Kempfhof mit der Hauptsiedlung zusammengewachsen. Die vom Gemeindegebiet von Unterengstringen (Kanton Zürich) umschlossene aargauische Exklave Kloster Fahr gehört seit 1. Januar 2008 zur Gemeinde Würenlos.
Die Fläche des Gemeindegebietes beträgt 903 Hektaren, davon sind 304 Hektaren bewaldet und 219 Hektaren überbaut. Der höchste Punkt ist der Gipfel des Bicks auf 562 Metern, der tiefste liegt an der Limmat auf 385 Metern. Nachbargemeinden sind Wettingen im Westen und Norden, Otelfingen im Nordosten, Hüttikon im Osten, Oetwil an der Limmat im Südosten, Spreitenbach und Killwangen im Süden sowie Neuenhof im Südwesten.

## Geschichte
Verschiedene Funde weisen darauf hin, dass das Gebiet von Würenlos bereits während der Jungsteinzeit und der Bronzezeit besiedelt war. Die Römerstrasse von Vindonissa (Windisch) über Vitudurum (Oberwinterthur) nach Brigantium (Bregenz) führte durch das spätere Gemeindegebiet. Die Römer beuteten hier einen Steinbruch mit Mägenwiler Muschelkalk aus; neben Rillenresten finden sich auch kreisförmige Vertiefungen zur Gewinnung von Mühlsteinen. Als sich die Römer zu Beginn des 5. Jahrhunderts zurückzogen, siedelten sich nach und nach die Alamannen an.
Die erste urkundliche Erwähnung von Wirchilleozha erfolgte im Jahr 870 in einer Schenkungsurkunde des Grundherrn Landeloh. Dieser althochdeutsche Ortsname bedeutet «beim Landlos der Werkleute», was darauf hindeutet, dass auch die Alamannen den Steinbruch ausbeuteten. Im Mittelalter entstanden die kleinen Gemeinden Kempfhof und Oetlikon. Die Landesherrschaft und die Blutgerichtsbarkeit lagen zunächst bei den Grafen von Kyburg, ab 1273 bei den Habsburgern. Die niedere Gerichtsbarkeit war bis 1344 im Besitz der Freiherren von Steinbrunn aus dem Elsass und ging dann an das Kloster Wettingen über, das ab 1421 auch grösster Grundbesitzer war.
1415 eroberten die Eidgenossen den Aargau. Würenlos war nun Bestandteil des Amtes Wettingen in der Grafschaft Baden, einer gemeinen Herrschaft. Im Jahr 1528, zur Zeit der Reformation, bekannte sich eine Minderheit der Dorfbevölkerung zur neuen Konfession. Während etwas mehr als 400 Jahren benutzten Katholiken und Protestanten dieselbe Kirche, bis sie 1937 jeweils eine eigene Kirche bezogen. Konfessionell getrennte Schulen bestanden bis 1896.

Historisches Luftbild von Werner Friedli von 1962

Im März 1798 nahmen die Franzosen Bern ein, im April wurde in Aarau die Helvetische Republik ausgerufen. Würenlos war zunächst eine Gemeinde im kurzlebigen Kanton Baden, seit 1803 gehört sie zum Kanton Aargau. Die Eröffnung der Nationalbahn von Wettingen nach Winterthur erfolgte am 15. Oktober 1877. Als Konkurrenz dazu war am 1. Oktober desselben Jahres die so genannte Bülach-Baden-Bahn eröffnet worden, die bereits am 18. Januar 1937 stillgelegt wurde.
Im Jahr 1900 fusionierten auf Druck der Kantonsregierung die kleinen Nachbargemeinden Kempfhof und Oetlikon mit Würenlos. Während des 20. Jahrhunderts wandelte sich Würenlos immer mehr zu einer Wohngemeinde für Menschen, die nicht mehr in der Landwirtschaft, sondern in der Industrie arbeiteten. Zuerst waren es vor allem Angestellte der BBC in Baden, später gelangte das Dorf in den Einzugsbereich der Agglomeration Zürich und der ausgedehnten Industriegebiete im Limmattal.
Ab 1803 war das Kloster Fahr, eine Exklave auf Zürcher Kantonsgebiet, verwaltungsrechtlich der Gemeinde Würenlos zugeteilt. Die Gemeinde besorgte unter anderem Einwohnerkontrolle und Feuerschau. 2005 teilte die Kantonsregierung mit, auch das Areal des Klosters der Gemeinde zuzuteilen, da der bisherige Zustand der Aargauer Kantonsverfassung widerspreche. Seit dem 1. Januar 2008 ist das Kloster Fahr nunmehr integraler Bestandteil der Gemeinde Würenlos.

### Bekannte Verbrechen
Am 16. Mai 1980 wurde in Würenlos die damals zwölfjährige Ruth Steinmann ermordet. Vorerst glaubte man, dass Werner Ferrari die Tat beging; aufgrund eines am Tatort zurückgelassenem Schamhaares konnte man im Jahre 2003 mithilfe einer DNA-Analyse den Mord einem im März 1983 verstorbenen E.R. zuordnen. Der Täter hinterliess am Opfer ebenfalls eine Bisswunde; das Gebiss von E.R. passte zur Bisswunde, die man am Opfer vorfand.

## Sehenswürdigkeiten

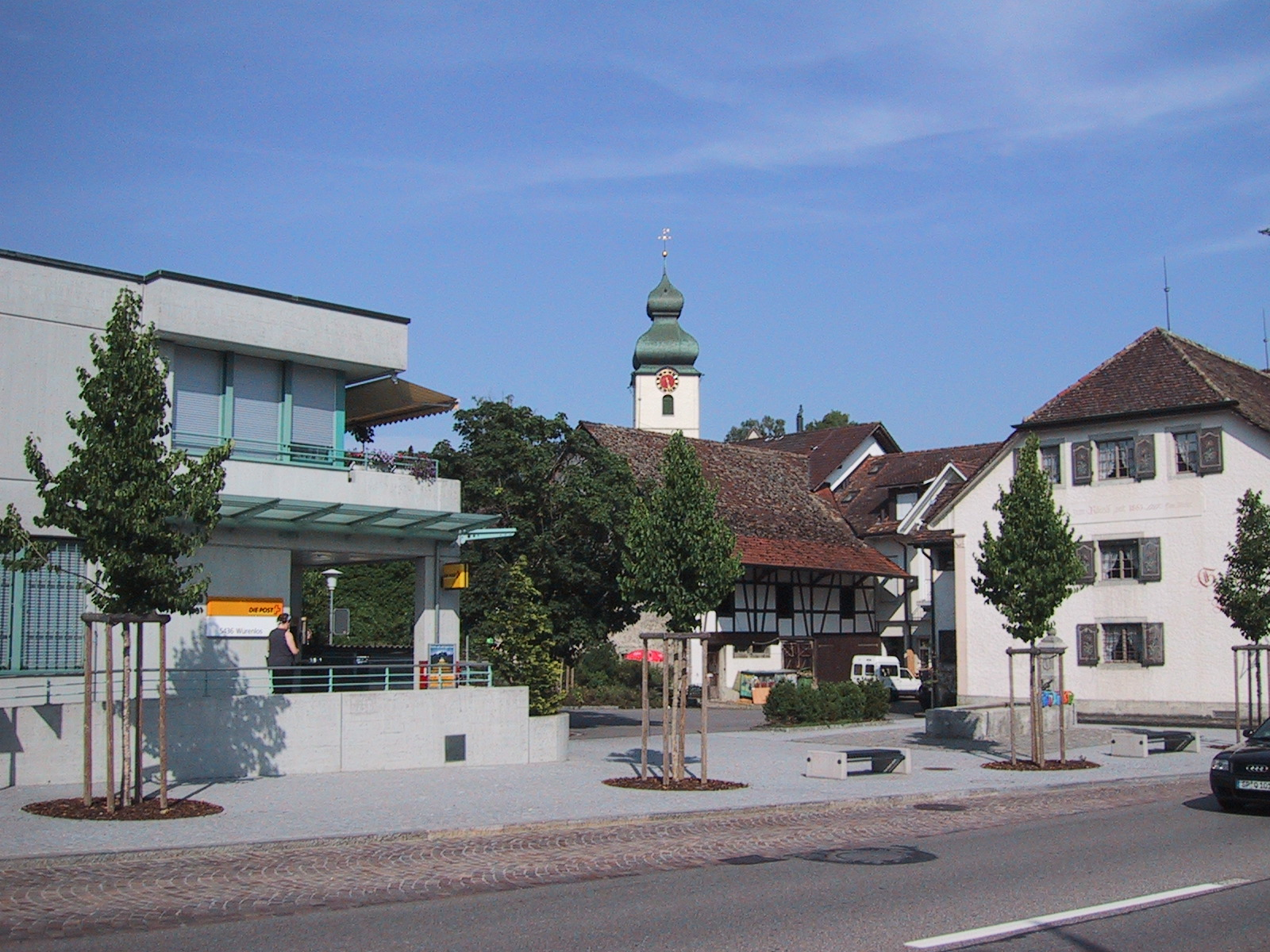
Dorfkern von Würenlos

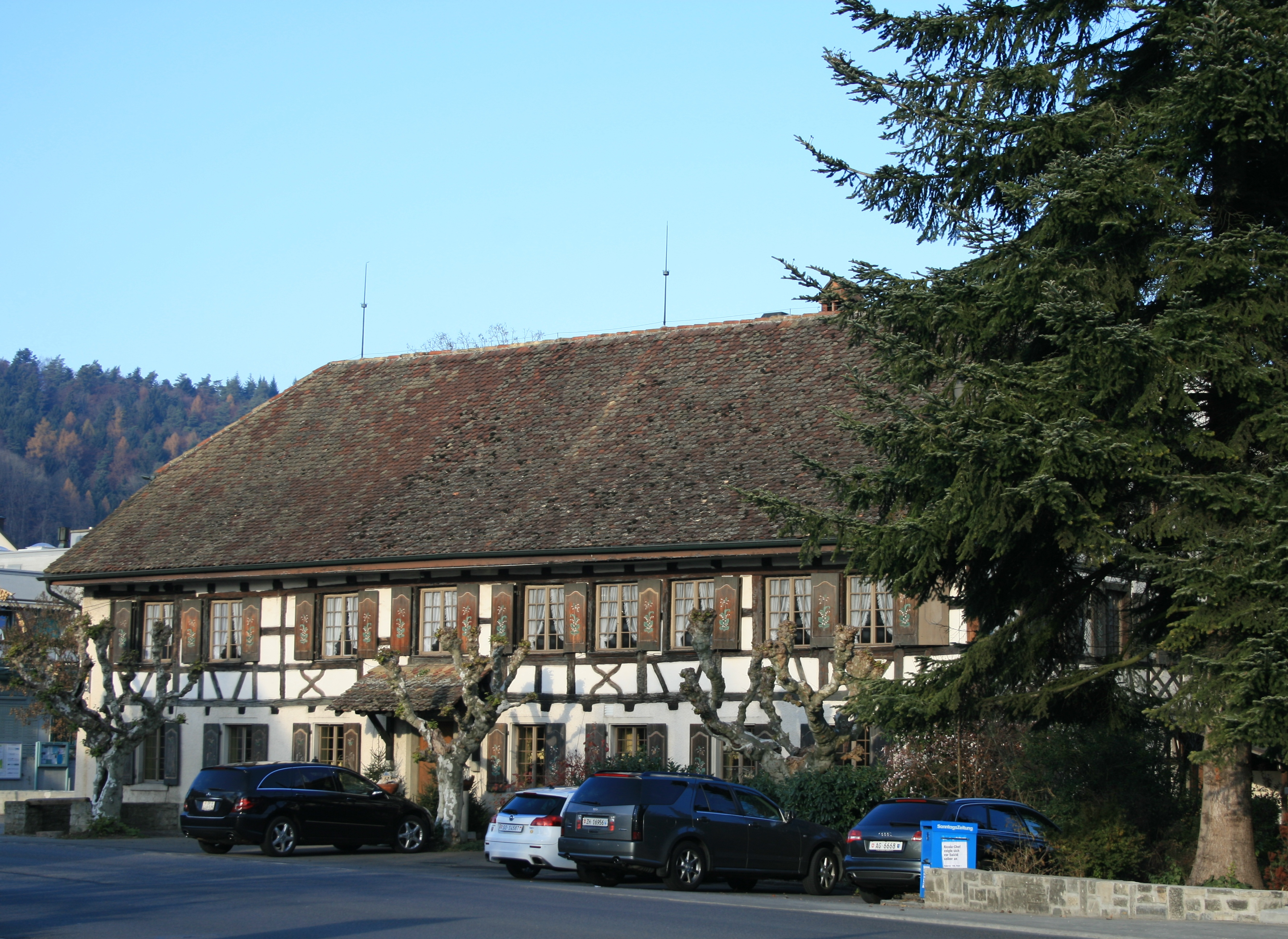
Gasthof Rössli

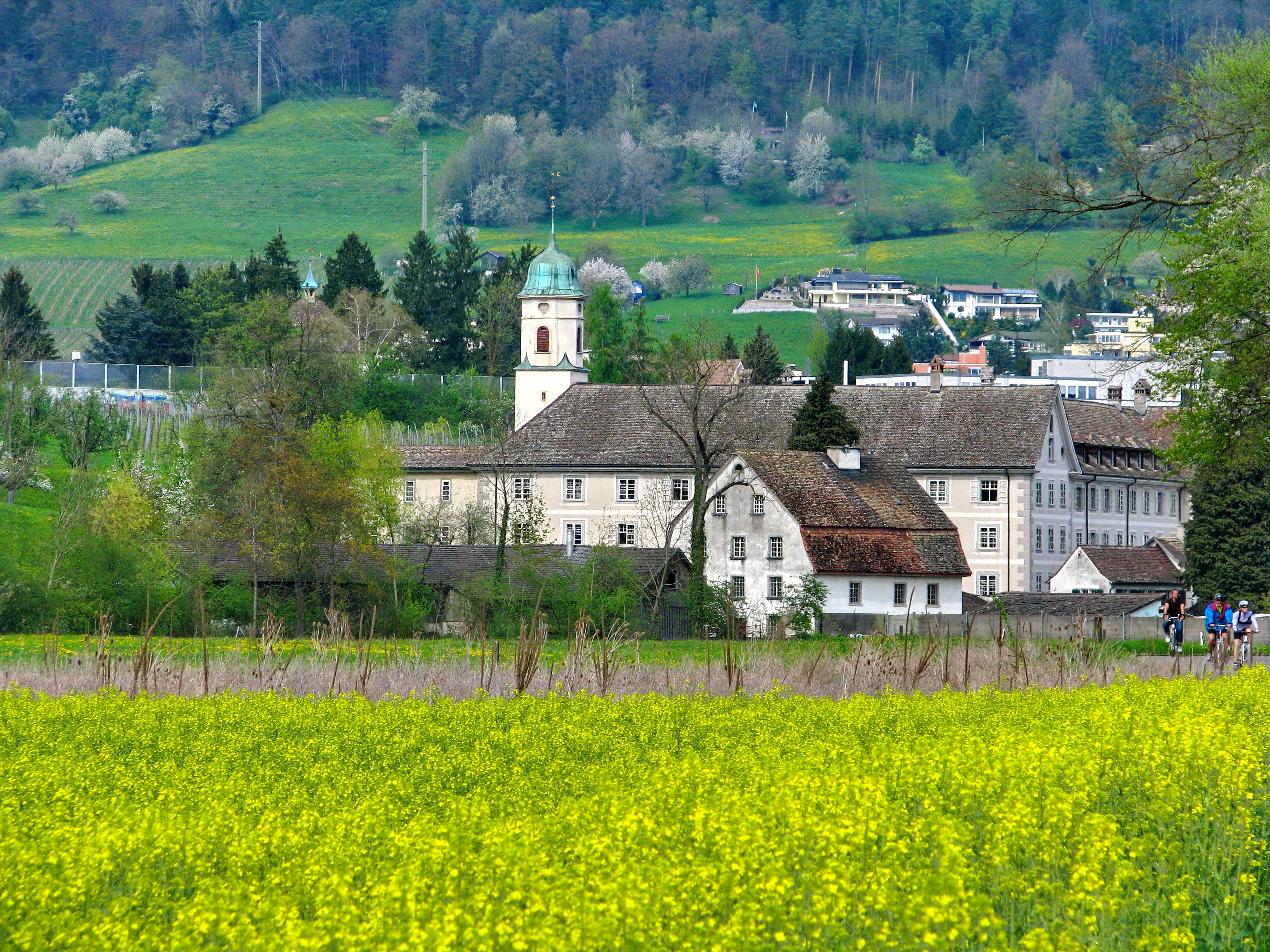
Kloster Fahr

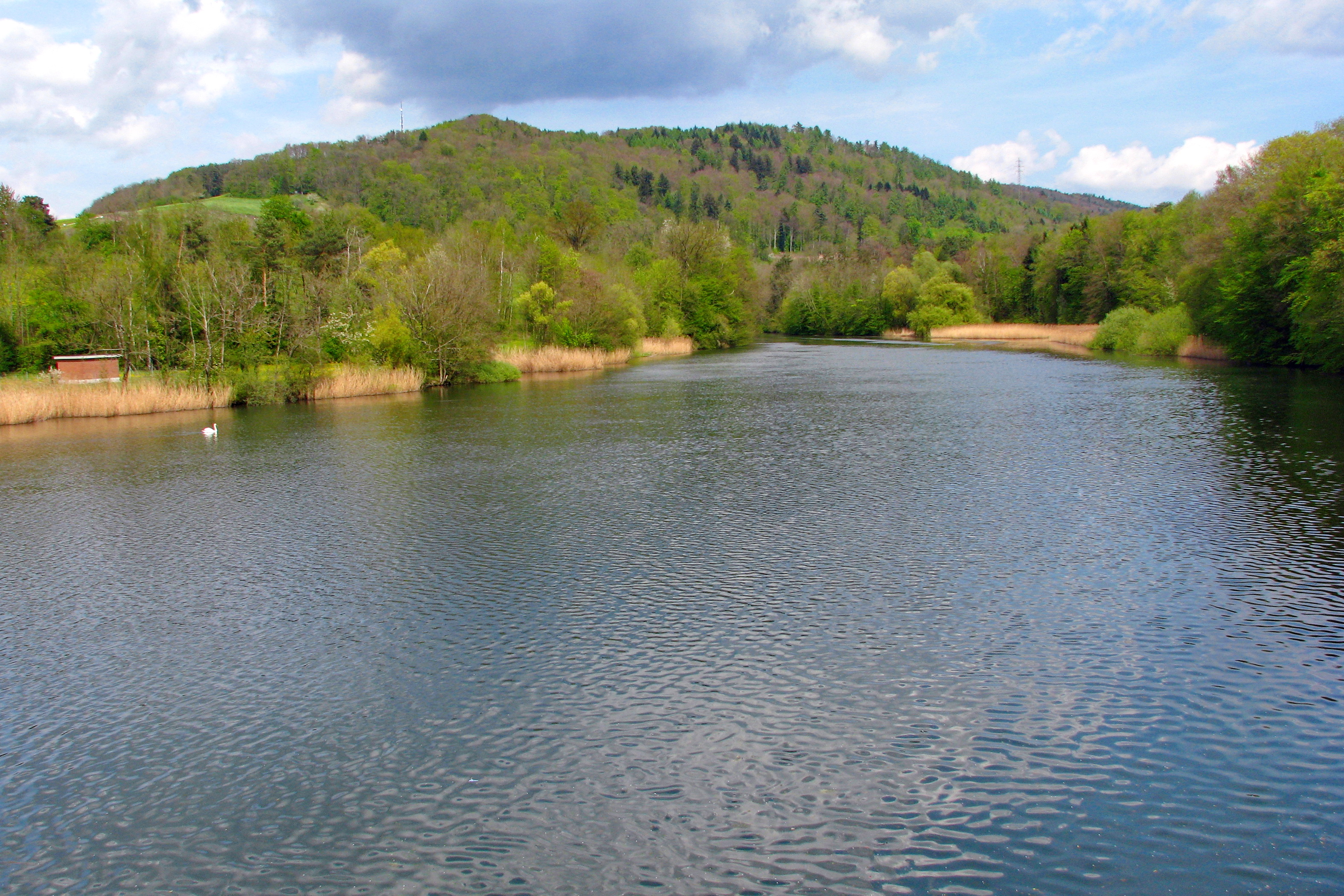
Die Limmat bei Würenlos

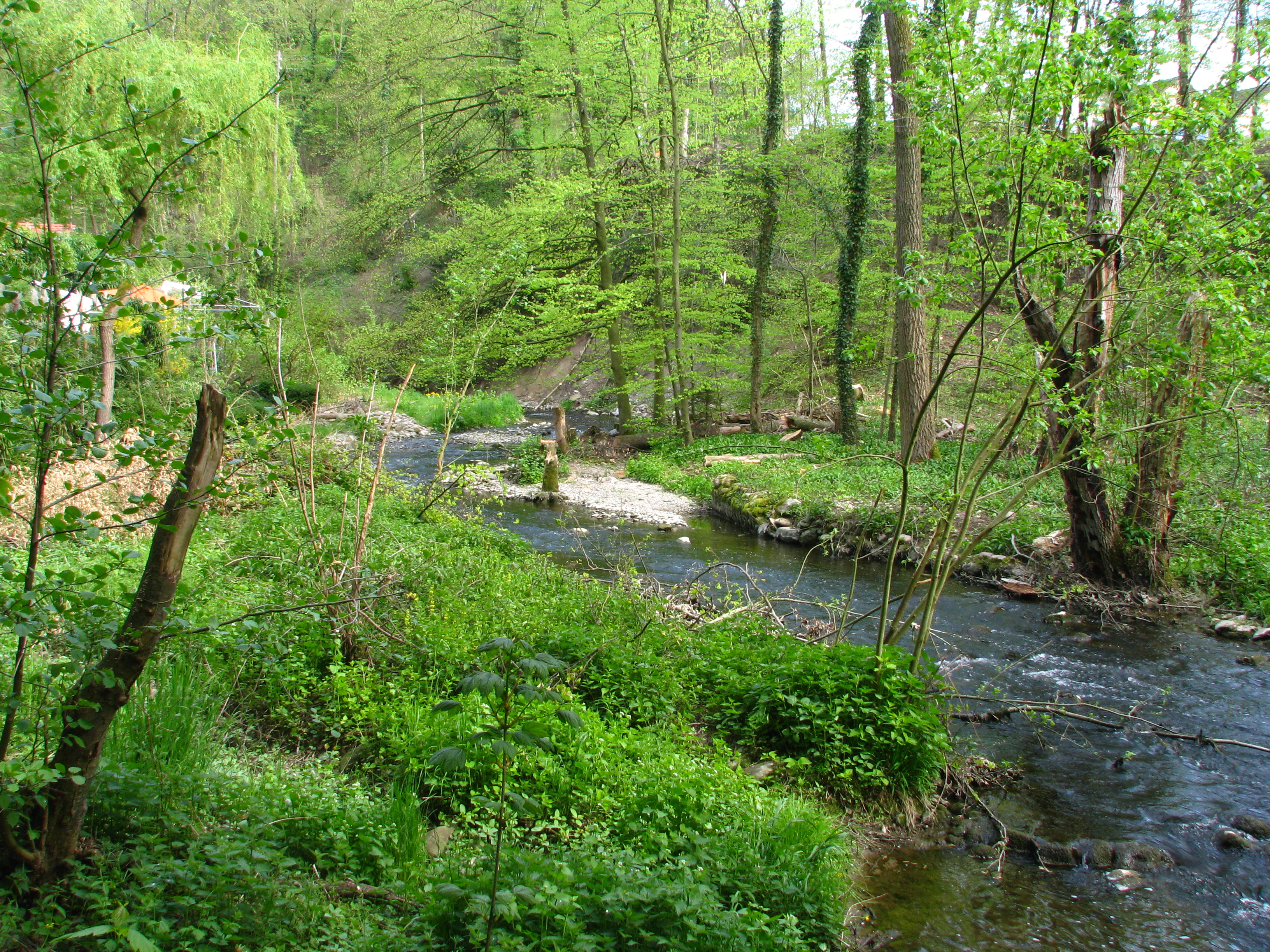
Der Furtbach kurz vor der Einmündung in die Limmat

## Wappen
Die Blasonierung des Gemeindewappens lautet: «Geteilt von Weiss und Rot mit linksgekehrtem Schlüssel in gewechselten Tinkturen.» Das Wappen entspricht der Form her jenem der Freiherren von Steinbrunn. Auf verschiedenen Abbildungen wie zum Beispiel der Karte des Kantons Zürich von 1667 oder den Gemeindesiegeln des 19. Jahrhunderts erscheint der Schlüssel weiss in blau-rot geteiltem Schild. Die heute verwendete Variante wurde 1934 eingeführt.

## Bevölkerung
Die Einwohnerzahlen entwickelten sich wie folgt:
| Jahr      | 1780 | 1850 | 1900 | 1930 | 1950 | 1960 | 1970 | 1980 | 1990 | 2000 | 2010 | 2020 |
| Einwohner | 647  | 1047 | 945  | 1499 | 1805 | 2336 | 2653 | 3203 | 4102 | 4793 | 5661 | 6511 |

Am 31. Dezember 2023 lebten 6830 Menschen in Würenlos, der Ausländeranteil betrug 19,2 %. Bei der Volkszählung 2015 bezeichneten sich 38,3 % als römisch-katholisch und 26,1 % als reformiert; 35,6 % waren konfessionslos oder gehörten anderen Glaubensrichtungen an. 92,4 % gaben bei der Volkszählung 2000 Deutsch als ihre Hauptsprache an, 1,5 % Italienisch, 1,2 % Französisch sowie je 0,8 % Albanisch und Englisch.

## Politik und Recht
Die Versammlung der Stimmberechtigten, die Gemeindeversammlung, übt die Legislativgewalt aus. Ausführende Behörde ist der fünfköpfige Gemeinderat. Er wird im Majorzverfahren vom Volk gewählt, seine Amtsdauer beträgt vier Jahre. Der Gemeinderat führt und repräsentiert die Gemeinde. Dazu vollzieht er die Beschlüsse der Gemeindeversammlung und die Aufgaben, die ihm vom Kanton zugeteilt wurden. Für Rechtsstreitigkeiten ist in erster Instanz das Bezirksgericht Baden zuständig. Würenlos gehört zum Friedensrichterkreis IV (Wettingen).

## Wirtschaft
In Würenlos gibt es gemäss der im Jahr 2015 erhobenen Statistik der Unternehmensstruktur (STATENT) rund 2050 Arbeitsplätze, davon 4 % in der Landwirtschaft, 34 % in der Industrie und 62 % im Dienstleistungsbereich. Viele Erwerbstätige sind Wegpendler und arbeiten in der Region Baden-Wettingen oder im Limmattal.
Weiterhin von einiger Bedeutung ist der Weinbau. An steilen Südhang zur Limmat hin war im Jahr 2018 eine Fläche von 4,9 Hektaren mit Reben bestockt. Angebaut werden sechs verschiedene Sorten, wobei Blauburgunder, Sauvignon Blanc und Riesling × Sylvaner überwiegen.

## Verkehr

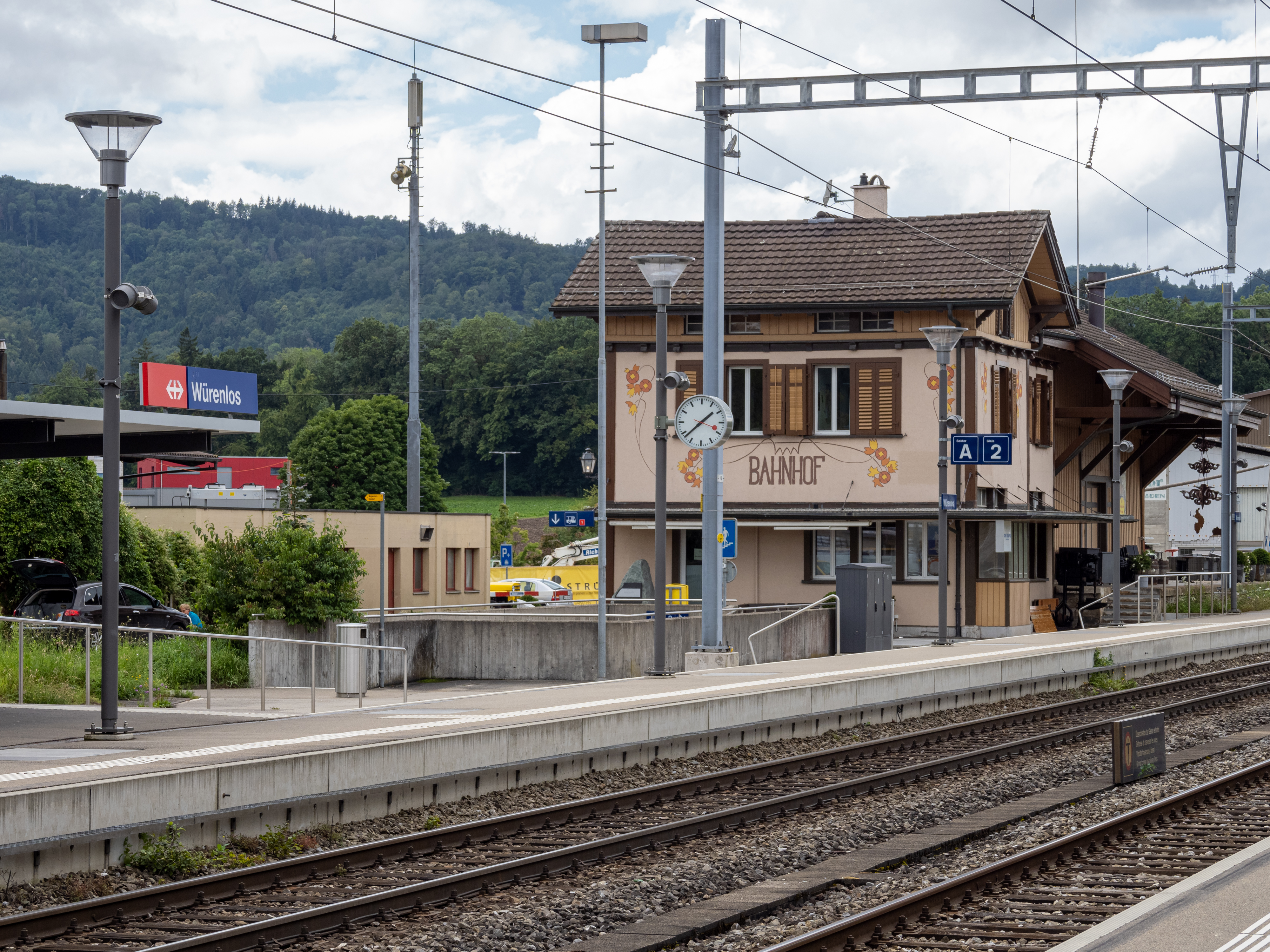
Bahnhof Würenlos (2021)

Durch das Dorf verläuft die Kantonsstrasse 295 von Baden durch das nördliche Limmattal in Richtung Unterengstringen. An der nordwestlichen Gemeindegrenze kreuzt sie sich mit der Kantonsstrasse 297, die vom Anschluss Wettingen der Autobahn A1 durch das Furttal in Richtung Regensdorf führt. Eine weitere Verbindung nach Regensdorf ist die Kantonsstrasse 423 via Dällikon. Auf dem Gemeindegebiet befindet sich ein Rastplatz mit einem Autobahn-Brückenrestaurant, der nach der Gemeinde benannt ist. Als die Autobahnraststätte Würenlos 1972 erbaut wurde, war sie die grösste autobahnüberspannende Raststätte Europas. Bis heute ist sie eine der grössten Bauten dieser Art in Europa und wird im Volksmund «Fressbalken» genannt.
Der Bahnhof Würenlos liegt an der Bahnstrecke Wettingen–Zürich Oerlikon, die von einer Linie der S-Bahn Zürich befahren wird. Würenlos ist die Endstation zweier Buslinien der RVBW; die eine führt über Wettingen und dem Bahnhof Baden nach Gebenstorf, die andere zum Bahnhof Killwangen-Spreitenbach. An Wochenenden verkehrt ein Nachtbus von Baden nach Würenlos.

## Bildung
In Würenlos werden die Schüler der Primarschule, der Realschule und der Sekundarschule unterrichtet. Die Bezirksschule wird in der Regel in Wettingen besucht. Die nächstgelegenen Kantonsschulen (Gymnasien) befinden sich in Baden und Wettingen.

## Sport
Neben einem Fussball- und einem Turnverein sowie einem Schwimmclub gibt es in Würenlos auch den ältesten Rugby-Union-Verein im Aargau, den Rugby Club Würenlos.

## Persönlichkeiten
- Heinrich Brunner (1818–1880), Hotelier und Gastronom
- Sophie Haemmerli-Marti (1868–1942), Mundartdichterin
- Emma Kunz (1892–1963), Heilpraktikerin, Radiästhesistin und Künstlerin
- Walter Moser (1931–2023), Architekt
- Hans-Jakob Lüthi (* 1946), Mathematiker
- Urs Meier (* 1959), Fussballschiedsrichter
- Silvan Widmer (* 1993), Fussballspieler